# Simondys
Simondys er en spredt bebyggelse på begge sider af den dansk-tyske grænse umiddelbart øst for motorvejen. På den tyske side hører området under Harreslev og Hanved (Slesvig-Flensborg Kreds) og på den danske under Aabenraa Kommune. Historisk hører Simondys under Bov Sogn i Vis Herred (Flensborg Amt) i Sønderjylland. Stednavnet er første gang dokumenteret 1802. Den er afledt af personnavnet Simon (afledt af Sigmund) og oldnordisk dys for en opkastet gravhøj. Omkring Simondys fandtes tidligere 22 gravhøje. Umiddelbart nord for grænsen ligger stadig rundhøjen Simon Dyes. Første led Simon går formodentlig tilbage til gårdejer Simon Doose, som boede her i 1700-tallet. . 
I 1723 blev der oprettet en skole for børn fra Harreslev, Ellund og Gottrupelle. Efter folkeafstemningen i 1920 blev Simondys delt i en dansk og tysk del.